# Sông Giềng
Sông Giềng là một con sông đổ ra Sông Dinh. Sông có chiều dài 31 km và diện tích lưu vực là 261 km². Sông Giềng chảy qua các tỉnh Đồng Nai, Bình Thuận.